# ユリー・ブロンフェンブレンナー
ユリー・ブロンフェンブレンナー（Urie Bronfenbrenner、1917年4月29日 – 2005年9月25日）は、ソビエト連邦出身のアメリカ合衆国の発達心理学者で、子どもの発達に関する生態学的システム理論の提唱によって最もよく知られている。ブロンフェンブレンナーの科学的業績と合衆国政府への貢献は、1965年のヘッド・スタート・プログラムの取り組みへの一助となった。ブロンフェンブレンナーの研究と理論は、子どもの発達に及ぼされる環境や社会からの無数の影響についての関心を喚起することによって、発達心理学の観点に変化をもたらす鍵となった。

## 経歴
ブロンフェンブレンナーは、1917年4月29日にモスクワで生まれた。6歳のときに、一家でアメリカ合衆国へ移住し、最初はペンシルベニア州ピッツバーグに住み、翌年にはニューヨーク州の農村地域に定着することになった。ブロンフェンブレンナーの父は、ニューヨーク州ロックランド郡のは発達障碍者の病院レッチワース・ビレッジ (Letchworth Village) で、神経病理学の専門家として病院で働いた。
ブロンフェンブレンナーは、ニューヨーク州イサカのコーネル大学に進み、1938年に心理学と音楽の学士号を得て卒業した。次いで、1940年にハーバード大学で教育学の修士号を、1942年にミシガン大学で社会心理学の博士号を取得した。博士号を得た翌日に、軍務に志願し、第二次世界大戦中は心理学の専門家として 軍関係の様々な組織で働いた。戦後は、短期間、ワシントンD.C.に新設された復員兵臨床心理訓練プログラム (VA Clinical Psychology Training Program) の副主任臨床心理士の職に就いた。次いで、ミシガン大学の助教授となり、2年後の1948年にコーネル大学助教授に転じた。コーネル大学に移って以降、ブロンフェンブレンナーの研究の焦点は、もっぱら、子どもの発達とその過程における様々な社会的影響力が及ぼす影響に向けられるようになり、その後も終生一貫して研究上の関心が寄せられることになった。
1964年から1965年にかけての頃、ブロンフェンブレンナーは、貧困層の子どもたちの発達に関する連邦委員会の一員に指名され、1965年のヘッド・スタート・プログラムの創設に一役買った。
ブロンフェンブレンナーは、生涯を通して300本以上の論文と14冊の書籍を著し、コーネル大学においてジェイコブ・グールド・シャーマン人間発達学講座名誉教授 (Jacob Gould Schurman Professor Emeritus of Human Development) の称号を得た。ブロンフェンブレンナーは、リーズ・プライス (Liese Price) と結婚し、6人の子どもをもうけた。2005年9月25日に、ニューヨーク州イサカの自宅で、糖尿病の合併症により、88歳で亡くなった。

## 人間の発達と生態学的システム理論についての見解
ブロンフェンブレンナーは、人間の発達過程を、個人と環境との相互作用によって形成されるものと見ていた。特定の発達経過は、その人物の周囲にある両親、友だち、学校、職場、文化などから受ける影響の結果である。ブロンフェンブレンナーは、当時の発達心理学が不自然な状況を設定した上で、特定のひとつの要素の影響を研究しようとすることしかしていない、と見ており、発達心理学について、「...奇妙な状況の中で奇妙な行動をする子どもに、奇妙な大人たちが可能な限り短時間だけ接する科学」であると書き記した:19
こうした観点に立ったブロンフェンブレンナーは、人間の発達についての独自の理論として、生態学的システム理論を構想した。ブロンフェンブレンナーは、子どもの発達に影響を与え得る環境要因には、その子どもの直近にいる人々や組織から全国的な文化の諸勢力まで、数多くの異なるレベルがあると述べた。後には、時間の影響、すなわち時の経過の中で起こる特定の出来事や文化の変質なども説明に盛り込まれるようになり、クロノシステム (Chronosystem) が理論に追加された。さらに、ブロンフェンブレンナーは、遂には自分の理論を、発達における生命生態学的過程の重要性への認識を踏まえて、生命生態学モデル (bioecological model) と改称した。しかし、ブロンフェンブレンナーは、生物学的要因は、個人の潜在能力を形成するだけであり、その潜在能力が現実の能力となるか否かは、環境や社会の諸力に依存すると考えていた

## ヘッド・スタート・プログラム
1964年、ブロンフェンブレンナーは、反貧困法案に関連して議会下院の公聴会に呼ばれ、貧困が人の発達に及ぼす影響を減らすために、子どもたちを対象とする対策が採られるべきだと証言した。この観点は、子どもの発達を純粋に生物学的なものであり、その過程に経験や環境は影響しないと考えていた当時の支配的な見解とは、全く異なるものであった。この証言をきっかけとして、ブロンフェンブレンナーはホワイトハウスに招かれ、この問題について大統領夫人であったクラウディア＝アルタ・レディ・バード・ジョンソンと話し合い、その中で他国の児童福祉プログラムについての議論を行なった。さらに、ブロンフェンブレンナーは、子どもの貧困へ対抗し、貧しい子どもたちを恵まれた生徒たちと公平な条件で等しく教育に就かせる方策の立案にあたる連邦委員会の一員として招聘された。ブロンフェンブレンナーは、精神と肉体の両面についての保健衛生をはじめ、教育、社会福祉援助技術（ソーシャルワーク）、発達心理学など、他の様々な分野から選ばれて集まった12人の専門家たちとともに、この課題に取り組んだ。ブロンフェンブレンナーは、プログラムにおいて子どもの発達にとってより良い環境を創り出すことにも重点が置かれるよう、悪影響から子どもたちを守る取り組みには子どもの家族や地域のコミュニティの関与こそが注力すべき焦点であることを委員会に認識させた。委員会の勧告は、1965年のヘッド・スタート・プログラムの創設につながった。ブロンフェンブレンナーの主張は、家族へのサポート、家庭訪問、親への教育など、ヘッド・スタートにおける環境要因の影響に対抗する手法の開発に役立てられたものと思われる。

## 遺された影響
ジョンズ・ホプキンズ大学の社会学者、メルヴィン・L・コーン (Melvin L. Kohn) は、ブロンフェンブレンナーについて、社会科学者たちに「...個人間の関係は、最も小規模な親子関係の場合であっても、社会的な真空状態の中に存在している訳ではなく、コミュニティ、社会、経済、政治といったより大きな社会的構造の中に埋め込まれている」ということを認識させたという点において非常に重要であったと評している。ブロンフェンブレンナーの理論は、人間の発達に影響する特定の環境変数の影響を識別するための観察や実験を行うよう，発達研究を方向付ける一助となった。ブロンフェンブレンナーの研究や発想は、（上述のように）ヘッド・スタート・プログラムの創設と方向性に影響を与えた。コーネル大学においてブロンフェンブレンナーが教えた多数の発達心理学研究者たちは、その後「この領域の指導者たち」と同大学が述べるほどになった。

## 栄誉
- アメリカ心理学会からジェームズ・マッキーン・キャッテル賞 (The James McKeen Catell Award) を授与された[10]。
- アメリカ心理学会は、「科学と社会への貢献を通した発達心理学に対する生涯功労賞 (Lifetime Contribution to Developmental Psychology in the Service of Science and Society)」を、「ブロンフェンブレンナー賞 (The Bronfenbrenner Award)」と改称した[5]。
- 1970年、子どもについてのホワイトハウス会議 (White House Conference on Children)、議長[11]。

## 著作
- 1970. Two Worlds of Childhood: US and USSR. Simon & Schuster. ISBN 0-671-21238-9
  - 日本語訳：U.ブロンフェンブレンナー 著、長島貞夫 訳、二つの世界の子どもたち : アメリカとソ連のしつけと教育、金子書房、1971年
- 1973. Influencing Human Development. Holt, R & W. ISBN 0-03-089176-0
- 1975. Influences on Human Development. Holt, R & W. ISBN 0-03-089413-1
- 1979. The Ecology of Human Development: Experiments by Nature and Design. Cambridge, MA: Harvard University Press. ISBN 0-674-22457-4
  - 日本語訳：U.ブロンフェンブレンナー 著、磯貝芳郎、福富護 訳、人間発達の生態学 : 発達心理学への挑戦、川島書店、1996年
- 1996. The State of Americans: This Generation and the Next. New York: Free Press. ISBN 0-684-82336-5. Lony Tunes
- 2005. Making Human Beings Human: Bioecological Perspectives on Human Development. Sage Publications. ISBN ISBN 0761927115